# Kudzu
Kudzu (Pueraria montana var. lobata), i possiblement altres espècies del gènere Pueraria, és una planta enfiladissa dins la família fabàcia, nativa del Japó i sud de la Xina, que en molts llocs del món és una espècie invasora.

## Propagació
Es propaga de manera vegetativa per estolons i per rizomes. També es multiplica, més rarament, per llavors que maduren a la tardor. Les llavors poden restar a dins del sòl i germinar alguns anys després quan ja semblava que aquesta planta s'havia erradicat.

## Usos
Pel fet de ser una lleguminosa, augmenta el nitrogen disponible per altres plantes pels bacteris que té associats. La seva arrel profunda també transfereix minerals que es troben en el subsòl fins a la part superior del sòl i el millora. S'ha fet servir per a la millorança de sòls forestals a l'Amazònia.
El kudzu forneix un farratge de qualitat usat temporalment.
També és una planta medicinal adequada per a tractar l'alcoholisme.
El kudzu també conté un gran nombre d'isoflavones útils en algunes com a antiinflamàtòries i d'altres com a antimicrobianes. També pot ser útil per al tractament del càncer i la migranya. Es recomana per a l'al·lèrgia i la diarrea.
També es fa servir en trastorns de símptomes de la postmenopausa.
En la medicina xinesa tradicional (TCM), es considera una de les 50 plantes fonamentals.

## Espècie invasora
- Al Canadà, a la riba del llac Erie.[8]
- Als Estats Units es va introduir a partir del Japó el 1876 i ara és comuna al sud del país; la seva àrea augmenta de 61.000 hectàrees cada any.
- Altres llocs on es considera espècie invasiva és Vanuatu i Fiji, puix que l'exèrcit dels Estats Units la feia servir de camuflatge. Queensland i nord d'Itàlia (llac Maggiore).

## Control
S'ha d'eliminar la corona d'arrels de la planta que hi ha sobre la base de les arrels i tots els estolons.

## Galeria d'imatges

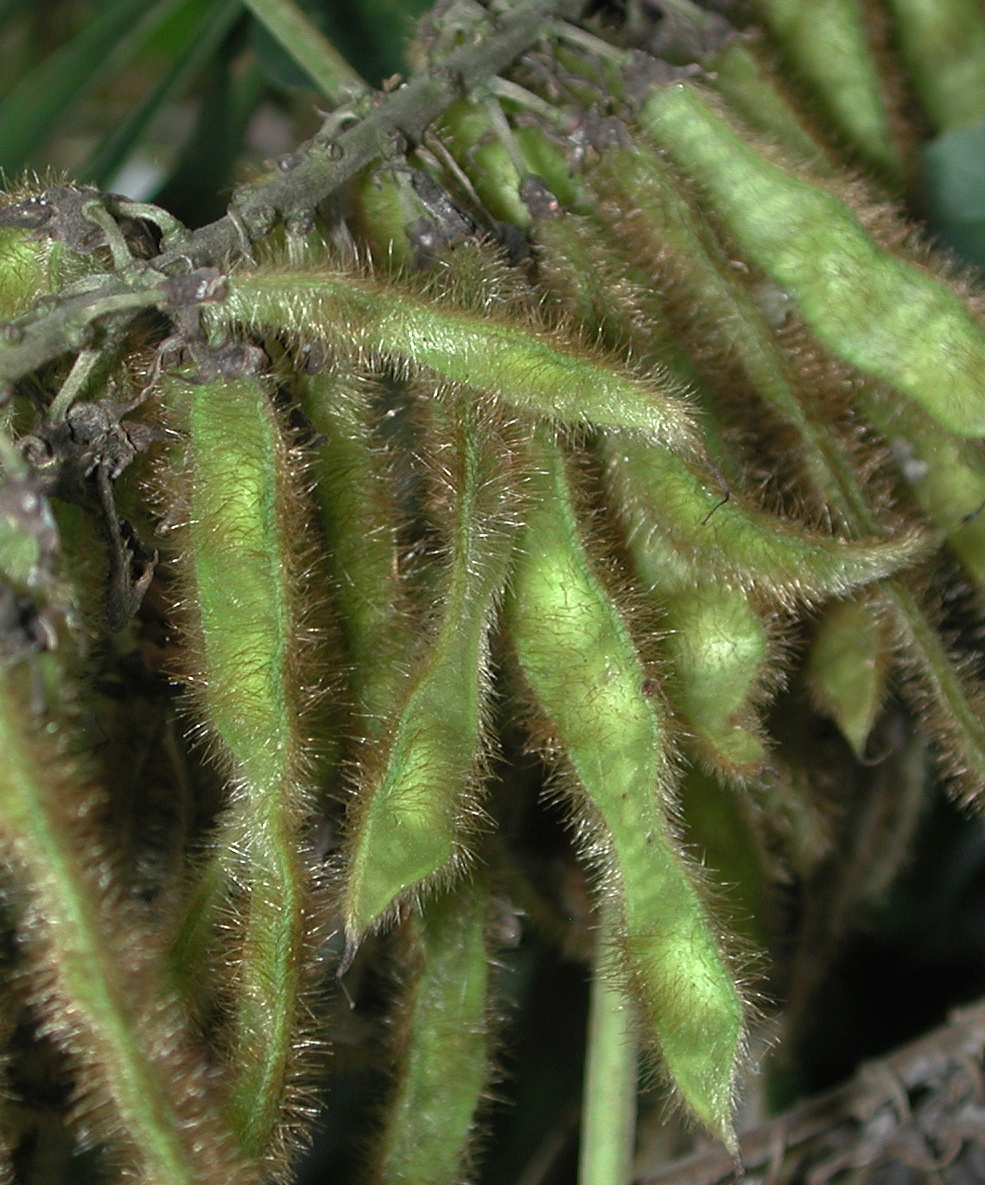
Beines de kudzu
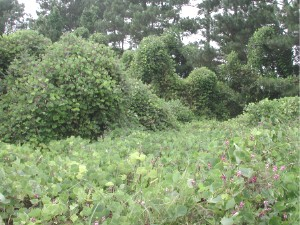
Kudzu que creix en arbusts
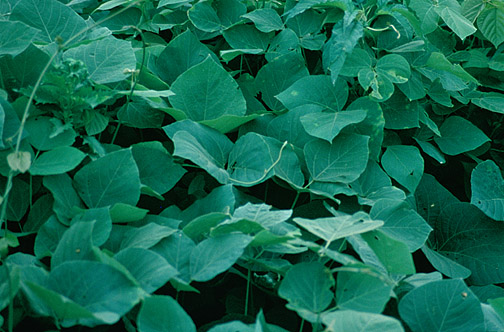
Fulles de kudzu